# Preußische T 0
Die Gattung T 0 der Preußischen Staatseisenbahnen waren kleine Omnibus-Tenderlokomotiven mit nur einer angetriebenen Achse. Sie wurde von Maschinenmeister August von Borries zusammen mit der Eisenbahndirektion Hannover für den Lokalbahnverkehr entwickelt.

## Omnibuslokomotiven mit Gepäckabteil
Im Jahr 1880 stellte die Direktion Hannover der Preußischen Staatseisenbahnen vier kleine Tenderlokomotiven mit Gepäckabteil der Achsfolge 1A in Dienst, die von Schichau gebaut worden waren. Davon waren zwei in normaler Zwillingbauart ausgeführt. Mit den beiden anderen wurde durch August von Borries erstmals die Verbundwirkung der doppelten Dampfdehnung in Preußen ausgeführt. Die Lokomotiven wurden als Gepäcklokomotiven konstruiert, um den Gepäckwagen einzusparen, was sich aber aufgrund des geringen Fassungsvermögens als unpraktisch erwies. Alle vier Lokomotiven wurden im Nebenbahnverkehr im Raum Hannover eingesetzt. Dabei erwiesen sich die Verbundlokomotiven als deutlich sparsamer im Kohleverbrauch.
Die Lokomotiven wurden zwischen 1897 und 1900 ausgemustert und verkauft.

## T 0 ohne Gepäckabteil

T0 Hannover 1907 im Deutschen Technikmuseum Berlin, 2007

Als Weiterentwicklung der ersten Omnibuslokomotiven wurden im Jahr 1883 von Henschel weitere zehn Lokomotiven dieses Typs in Verbundbauart, diesmal aber ohne Gepäckabteil an die Direktion Hannover der Preußischen Staatseisenbahnen geliefert. Die Fahrzeuge wurden im Raum Hannover und in Northeim eingesetzt. Bei der Umzeichnung im Jahr 1906 erhielten sie die Bahnnummern T 0 Hannover 6001–6008 und Cassel 6001 und 6002. Die T 0 ohne Gepäckabteil wurden bis 1922 ausgemustert. 
Ein Exemplar der T 0 mit der Bezeichnung „Hannover 1907“ gehört zum Bestand des Deutschen Technikmuseums Berlin. Sie war dort bis zum Umbau der Eisenbahnausstellung zu besichtigen und wurde 2022 an das Deutsche Dampflokomotiv-Museum in Neuenmarkt-Wirsberg als Dauerleihgabe abgegeben.